# Elaphoglossum williamsiorum
Elaphoglossum williamsiorum är en träjonväxtart som beskrevs av John T. Mickel. Elaphoglossum williamsiorum ingår i släktet Elaphoglossum och familjen Dryopteridaceae. Inga underarter finns listade.